# Billet de 200 francs congolais
Recto
Verso
Chronologie
Billet de 100FC Billet de 500FC
Le billet de 200 francs congolais est une coupure de la monnaie officielle de la République démocratique du Congo (RDC), émise et contrôlée par la Banque centrale du Congo (BCC). Ce billet est l'une des petites coupures en circulation dans le pays et est largement utilisé pour les transactions quotidiennes et les dépenses courantes. Il occupe une place importante dans l'économie congolaise, facilitant les échanges commerciaux au niveau local et permettant aux citoyens d'acquérir des biens de consommation de faible valeur.

## Historique
La République démocratique du Congo utilise le franc congolais comme monnaie nationale depuis son introduction officielle en 1998, succédant au zaïre qui était l’ancienne monnaie. Le franc congolais fut réintroduit pour stabiliser l’économie après une période marquée par des troubles économiques et politiques. Le billet de 200 francs congolais, comme les autres billets, a été mis en circulation pour répondre aux besoins quotidiens de la population congolaise, dans un pays où l’accès aux pièces de monnaie et aux petites coupures est essentiel,.

## Caractéristiques
Le billet de 200 francs congolais présente plusieurs éléments de sécurité, et des caractéristiques artistiques typiques des monnaies modernes. Voici les éléments clés :
1. Dimensions et Couleurs : Le billet mesure environ 150 × 70 mm. Sa couleur dominante est le marron avec des nuances de beige et de vert, rendant le billet facilement identifiable.
2. Symboles et Illustrations : Le billet arbore divers motifs qui reflètent l’histoire et la culture de la RDC. L’un des motifs principaux est souvent une représentation de figures ou d’éléments culturels, comme des statues ou des paysages naturels, symbolisant le patrimoine congolais.
3. Éléments de Sécurité : Comme tous les billets de banque, celui de 200 francs congolais possède des caractéristiques de sécurité pour prévenir la contrefaçon. Parmi elles figurent le filigrane, une bande de sécurité insérée dans le papier, et l’impression en relief. Certains billets récents peuvent aussi inclure des encres à changement de couleur ou des micro-impressions.
4. Matériau et Durabilité : Le billet est fabriqué en papier renforcé pour résister à une manipulation fréquente, bien qu’il puisse se dégrader plus rapidement que les billets de plus grande valeur en raison de sa circulation constante. Cependant, il reste suffisamment résistant pour être utilisé dans des conditions climatiques variées.

## Utilisation et valeur
Le billet de 200 francs congolais est principalement utilisé pour les achats de biens de première nécessité ou pour payer les transports en commun et autres petites transactions quotidiennes. Dans un pays où l’économie informelle est prédominante, cette coupure est cruciale pour les échanges commerciaux dans les marchés locaux et les petites entreprises.
La valeur relativement faible du billet de 200 francs congolais reflète le pouvoir d’achat limité de la population, dans un contexte où l’inflation peut parfois affecter la valeur des monnaies locales. La Banque centrale du Congo surveille activement la masse monétaire en circulation et, si nécessaire, procède à l’impression de nouvelles séries de billets pour répondre à la demande croissante,,.

### Séries

Billet de 200 francs congolais en recto émission 2007

Billet de 200 francs congolais en recto émission 2000 ans

| Type               | Séries    | Nombre de billets produits      |
| ------------------ | --------- | ------------------------------- |
| billet violet      | 2000      | 8 356 198 000                   |
| billet violet pâle | 2007 2022 | 652 674 849 000 941 158 020 150 |

## Signification culturelle et économique
La conception du billet de 200 francs congolais a évolué au fil du temps pour inclure des mesures de sécurité renforcées et de nouveaux designs qui reflètent les aspirations nationales et le développement du pays. Les nouvelles éditions peuvent inclure des images emblématiques, des figures historiques ou des symboles de la faune et de la flore congolaise, renforçant le sentiment d’identité nationale à travers la monnaie.